# La Isabela
La Isabela si trova a Puerto Plata, nella Repubblica Dominicana, ed è considerato il primo insediamento europeo nel Nuovo Mondo.

## Storia
Fu fondata da Cristoforo Colombo in onore della regina Isabella di Castiglia durante il secondo viaggio del 1493. Avvenne dopo la scoperta del fatto che il forte di La Navidad, costruito durante il primo viaggio, era stato completamente distrutto dai nativi Taino. L'obbiettivo dell'insediamento era la ricerca di metalli preziosi.
La Isabela fu colpita da due dei primi uragani atlantici osservati dagli europei, nel 1494 e nel 1495. Fame e malattie portarono presto ad ammutinamenti, punizioni, disillusioni ed ulteriore fame e malattie. Si giunse al punto in cui un gruppo di coloni, guidati da Bernal di Pisa, tentò di catturare numerose navi per fare ritorno in Spagna. La Isabella sopravvisse fino al 1496, quando Colombo decise di abbandonarla per un nuovo insediamento in quella che oggi è Santo Domingo.

## Storia della colonia
Dopo il suo primo viaggio verso il nuovo mondo, Colombo ritornò a Hispaniola con 17 navi e 1200 uomini.
Iniziarono così a costruire case, magazzini oltre ad una chiesa cattolica romana ed una casa per Colombo.
Tra i primi coloni vi erano infatti soldati, falegnami, scalpellini ed altri lavoratori e non mancavano nemmeno sacerdoti e nobili.
Per nutrirsi portarono maiali, cavalli, grano e canna da zucchero ma assieme a queste merci arrivarono anche ratti e microbi.
L'insediamento aveva una superficie di due ettari.
Nel mese di marzo, 1494, gli uomini di Colombo cominciarono a cercare tra le montagne di Hispaniola, assieme agli indiani Taino, l'oro. Ne venne ritrovata una piccola quantità.
Nel mese di giugno del 1495, una grande tempesta che i Taino chiamavano uragano colpì l'isola. I Taino si ritirarono verso le montagne, mentre gli spagnoli rimasero nella colonia. Diverse navi vennero affondate, tra cui l'ammiraglia, la Marie-Galante. 
Barili, Cannoni ed ancore di quel periodo furono trovati nella baia.
Dentro alle grotte nell'isola i nativi Taino raffigurarono immagini del sole, piante, animali, forme strane, le persone, i volti barbuti, e le navi a vela.
Anche se i documenti storici non parlano né delle presenza di donne né di africani, resti di scheletri nelle fosse indicano la presenza di almeno una donna europea e si riscontra l'origine africana di altri scheletri, ma se quest'ultimi fossero marinai o schiavi non è ancora stato determinato.
Spedizioni ripetute in montagna non trovarono però l'oro. 
I coloni, per le loro spedizioni, sequestrarono almeno 1600 nativi Taino. 
Molti dei quali furono in seguito portati in Spagna come schiavi. 
Altri furono costretti in schiavitù nella colonia. Gli spagnoli imposero una tassa su tutti i 
maschi Taino oltre quattordici anni ancora liberi. 
A ciascuno fu richiesto di portare una certa quantità d'oro. 
Questa è stata la prima imposta conosciuta dagli europei nel Nuovo Mondo. Ben presto, scoppiarono battaglie tra i coloni e la tribù dei Taino.
Ritrovamenti di ossa nella colonia mostrano che i coloni erano giovani e utilizzati per lavori pesanti. Erano generalmente sani. La maggior parte erano al di sotto dei trent'anni e pochi sui quarantacinque anni. Tuttavia, il 20% di loro morì nel giro di quattro anni. 
In nessuna delle ossa furono trovati segni di traumi.
Nel 1496, le colture impiantate dagli europei stentavano a crescere, così i coloni vivevano con piccole quantità di grano razionato, pancetta e fagioli secchi. La gente divenne affamata e disperata.
I coloni non riuscirono ad adattare le loro fonti di cibo ed almeno il 50% di loro aveva lo scorbuto. Iniziarono così a morire di malattie come l'influenza. 
Nel 1498 la colonia fu abbandonata dagli europei.
I Taino soffrirono le malattie in modo più acuto. Gli europei portarono il vaiolo, il morbillo ed il tifo, che erano mortali per i popoli indigeni. Omicidio, schiavitù e malattia azzerarono i Taino nell'arco di una generazione.

## Galleria d'immagini

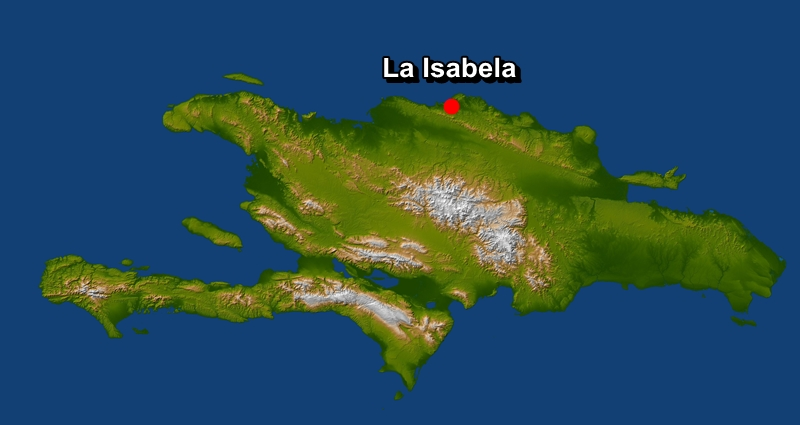
Posizione de La Isabela sull'isola di Espanola.
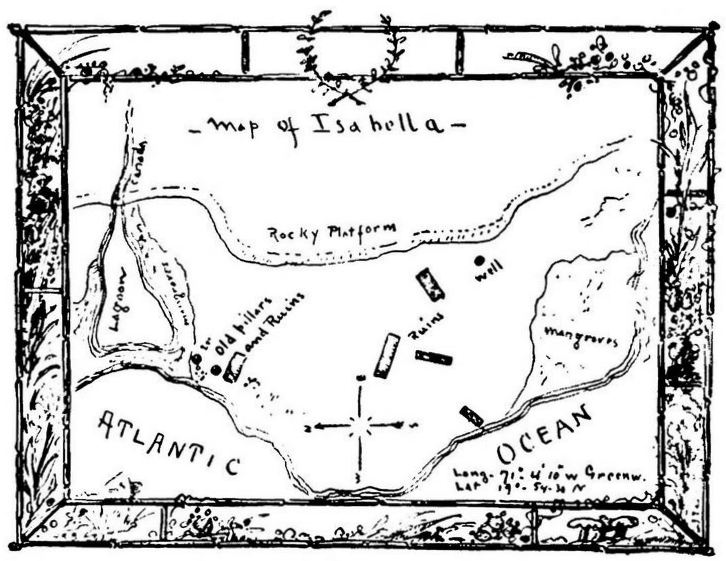
Mappa delle rovine de la Isabela pubblicate nel 1893.
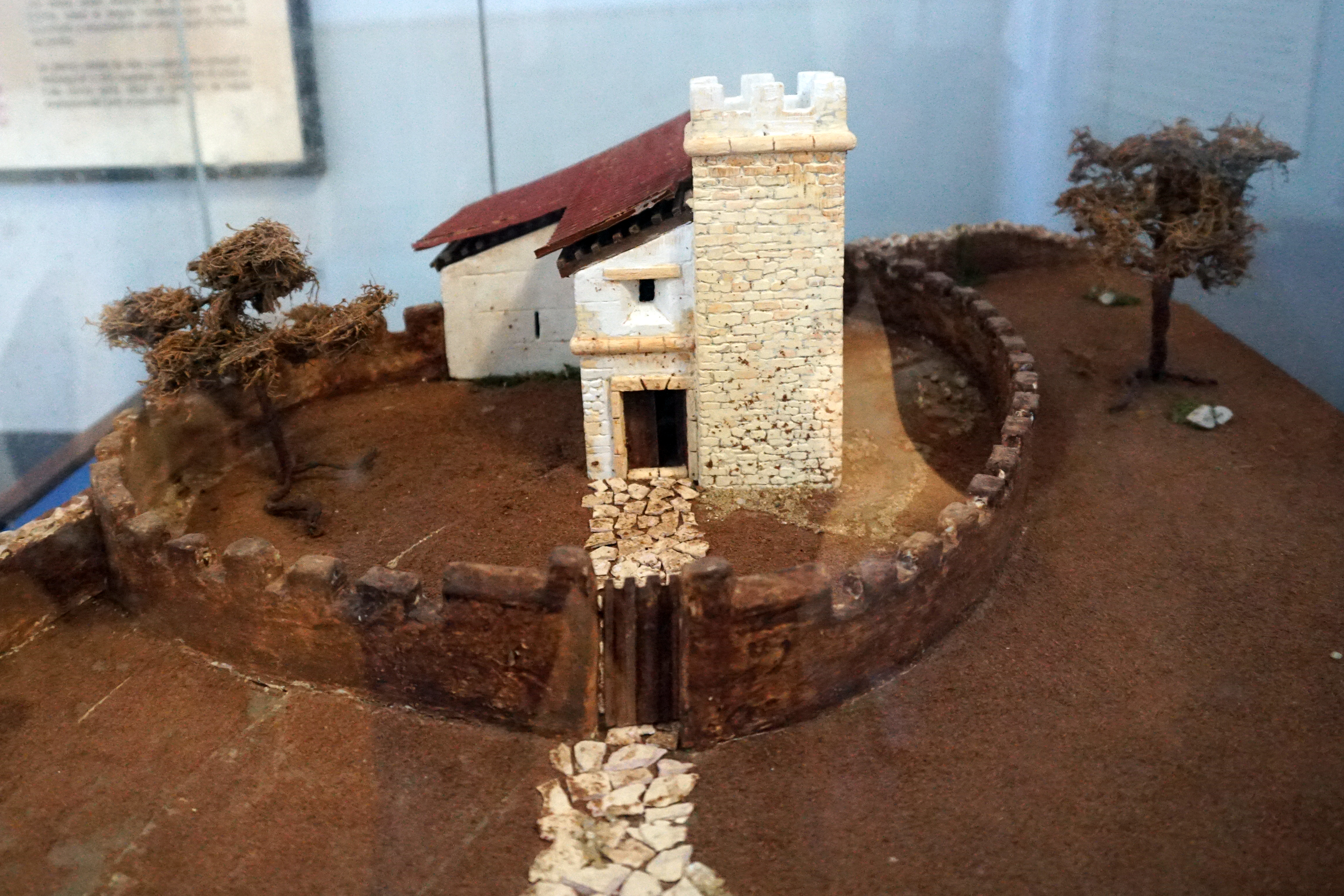
Modellino della casa di Colombo
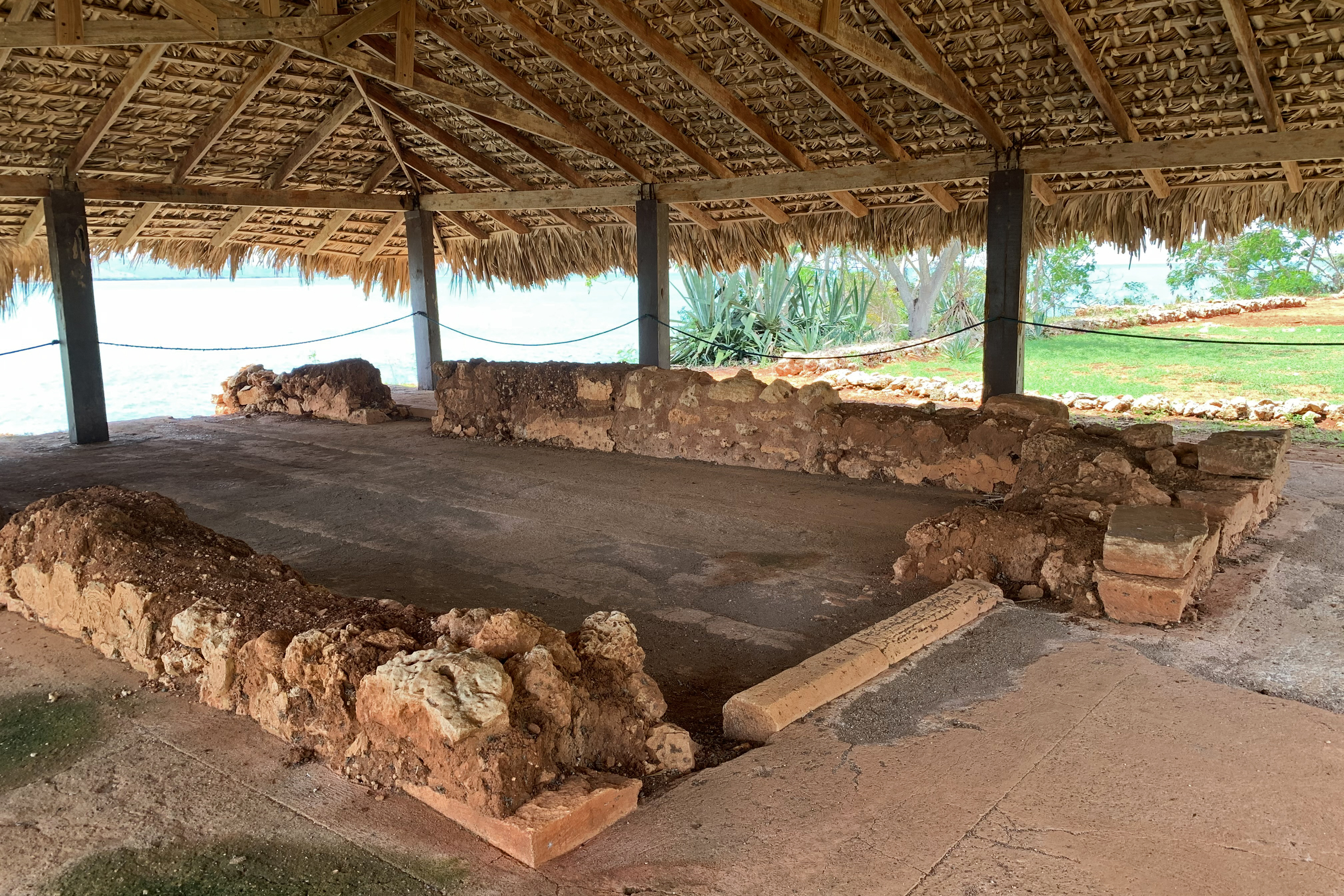
Rovine della casa di Colombo
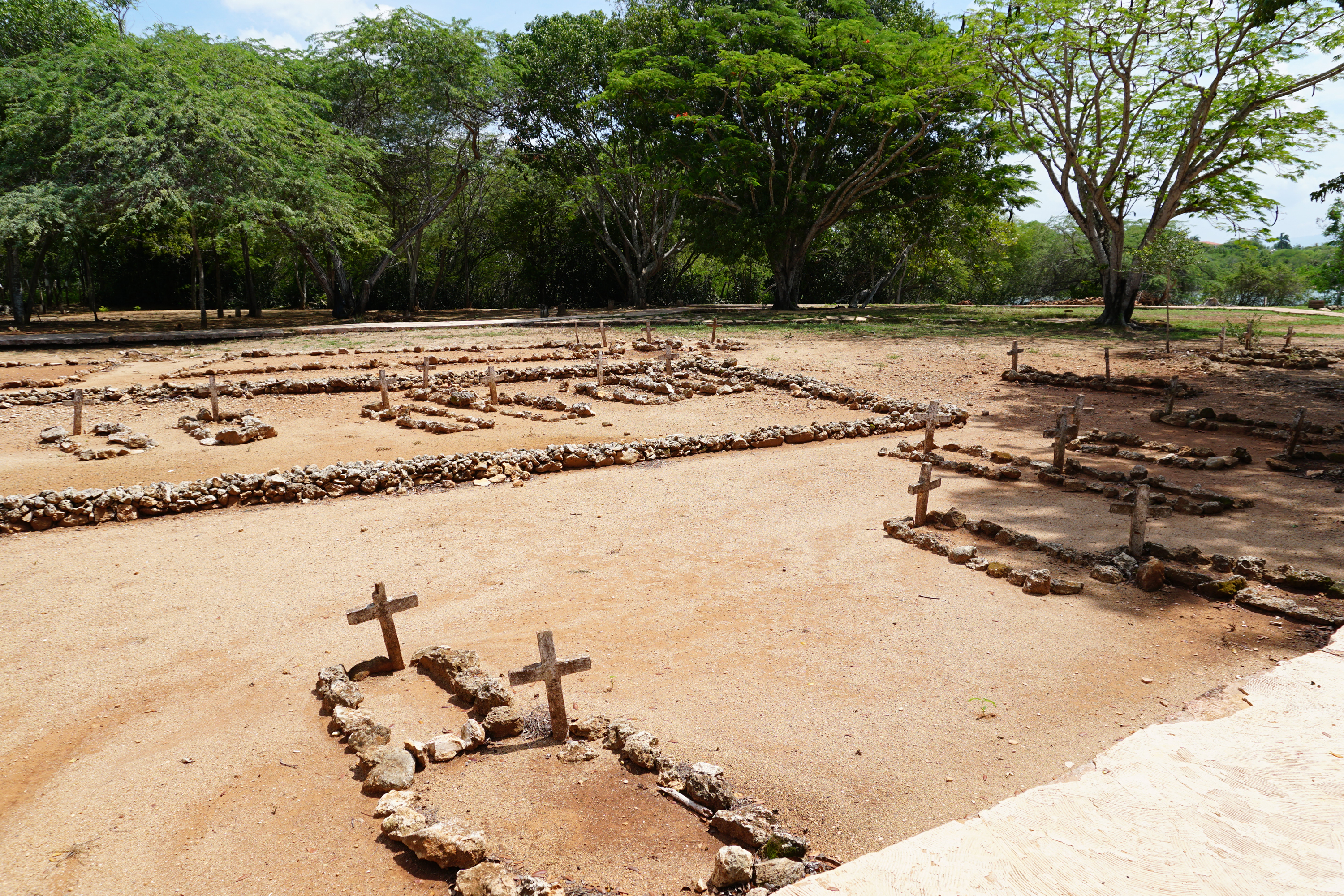
Cimitero di La Isabela
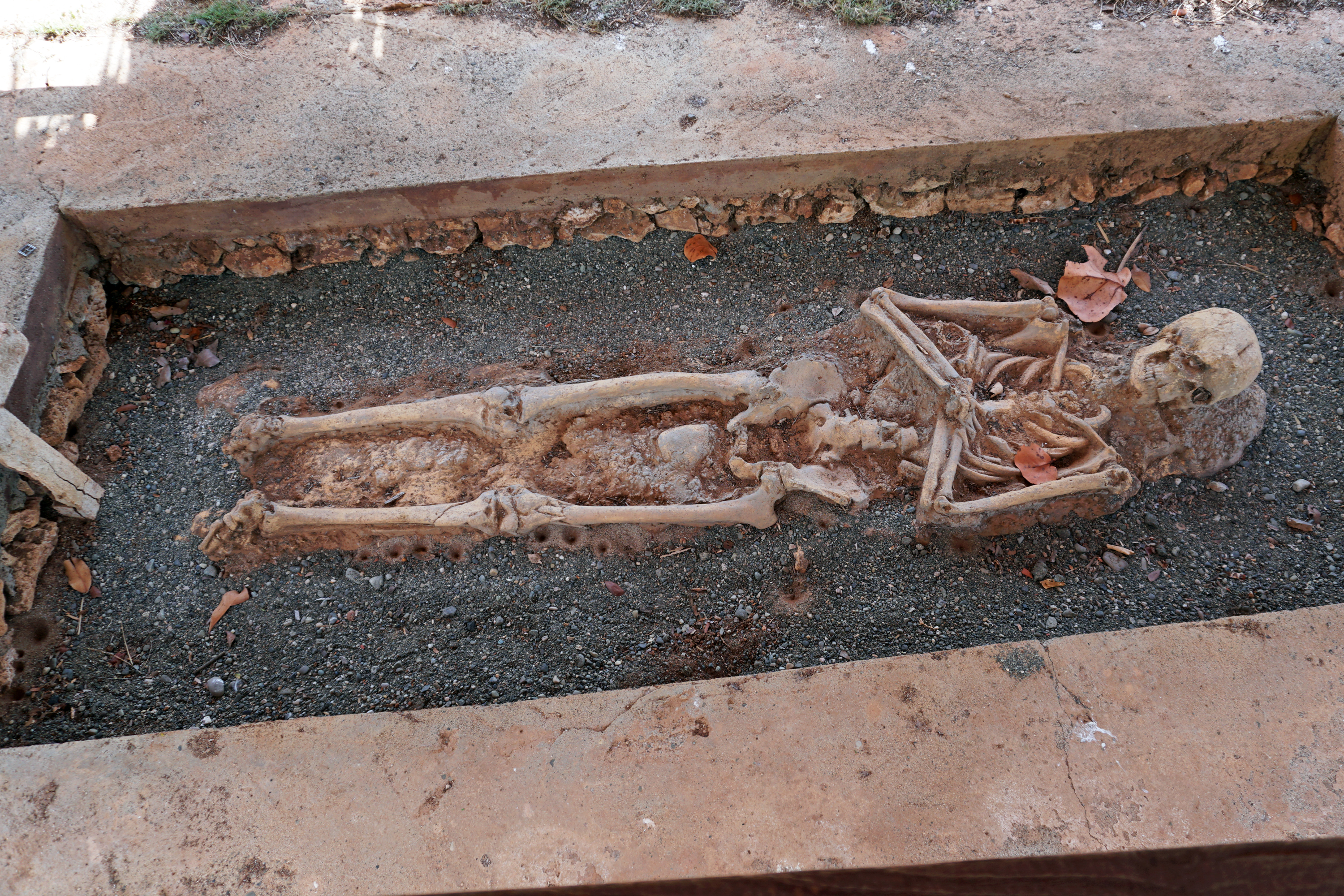
Scheletro di un colono spagnolo scoperto nel cimitero di La Isabela